# Cadáver del Zuiyō Maru
El cadáver del Zuiyō Maru eran los restos de una criatura, de la que se afirmaba inicialmente que era un plesiosaurio, siendo capturado por el arrastrero Zuiyō Maru (瑞洋丸) frente a las costas de Nueva Zelanda en 1977. Aunque muchos científicos insistieron en que no era "ni un pez, una ballena ni ningún otro mamífero", los análisis posteriores han indicado que eran los restos de un tiburón peregrino comparando el número de conjuntos de aminoácidos en el tejido muscular.
El cadáver perdió parte de la zona inferior de su cabeza, junto con las aletas dorsales y caudales, haciéndolo parecer un plesiosaurio.

## Descubrimiento
El 25 de abril de 1977, el arrastrero Zuiyō Maru, navegando al este de Christchurch, Nueva Zelanda, capturó una extraña criatura en la red. La tripulación estaba convencida de que era un animal no identificado (Bord, 1990), pero a pesar del gran potencial biológico del descubrimiento, el capitán Akira Tanaka decidió tirar el cadáver para que no estropeara el resto de la pesca. Sin embargo, antes de eso, se hicieron algunas fotos de la criatura, la apodaron "Nessie" y tomaron muestras del esqueleto, piel y aletas para que expertos en Japón hicieran análisis. El descubrimiento causó gran conmoción y "plesiosaurio-manía" en Japón, y la compañía ordenó encontrar y recuperar el cadáver, sin éxito (Sjögren, 1980).

## Explicaciones propuestas

### Plesiosaurio
El profesor Tokio Shimaka de la Universidad de Yokohama estaba convencido de que los restos eran supuestamente de un plesiosaurio extinto. El Dr. Fujiro Yasuda de la Universidad de Tokio coincidía en que "las fotografías muestran los restos de un animal prehistórico"(Sjögren, 1980).
Sin embargo, otros científicos eran más escépticos. De acuerdo con Bengt Sjögren (1980), el paleontólogo sueco Hans-Christian Bjerring fue entrevistado por la agencia de noticias sueca Tidningarnas Telegrambyrå y dijo:
"Si es verdad que los japoneses recogieron muestras de aletas y la piel, sería posible concluir gracias al microscopio que es. Si se muestra ser un animal marino desconocido hasta el momento, sería una sensación tan grande como el descubrimiento del celacanto en 1938...pero hay razones para sospechar de las afirmaciones de plesiosaurios, por ejemplo, ya que el ambiente marino y la fauna han cambiado drásticamente desde la era en la que había plesiosaurios en la Tierra."
Otro científico sueco, Ove Persson, también fue crítico con la interpretación del plesiosaurio. Recordó otros descubrimientos de criaturas marinas similares que se parecían a un plesiosaurio pero que en una inspección más exhaustiva resultaban ser tiburones inusualmente grandes en descomposición. Además añadió, de acuerdo con Sjögren (1980), "El descubrimiento del celacanto no fue tan extraño como si se descubriera un plesiosaurio. El plesiosaurio es mucho más grande y respira con pulmones. Parece increíble que pudiera permanecer escondido."

### Tiburón peregrino
El 28 de julio de 1977, el cadáver del Zuiyō Maru fue comentado en la revista de ciencia internacional New Scientist. Un científico del Museo de Historia Natural de Londres tenía la misma opinión que Bjerring y Persson que los restos no eran de un plesiosaurio. El patrón de descomposición de un tiburón peregrino, cuya columna y cabeza están relativamente muy calcificados para un pez cartilaginoso, puede producir una forma similar a un plesiosaurio; las primeras partes que se desprenden en la descomposición son la mandíbula inferior, la zona de las branquias y las aletas dorsales y caudales. Bengt Sjögren (1980) concluyó, "que era la infame y vieja "Bestia de Stronsay" que una vez más los había engañado como en otras innumerables ocasiones. Los investigadores en Japón cayeron en la misma trampa sencilla en la que acabaron los naturalistas escoceses en el siglo XIX."